# 仙台総合鉄道部
仙台総合鉄道部（せんだいそうごうてつどうぶ）は、宮城県仙台市宮城野区にある日本貨物鉄道（JR貨物）東北支社の車両基地・乗務員基地などを含む現業機関である。前身は国鉄時代の長町機関区であり、1987年4月1日のJR貨物発足時もこの名称を継承した。
1999年4月1日に盛岡機関区の配置車両を移管・集約したのち、長町駅東側に広がる広大な貨物ヤード跡地の都市開発計画を受けて同年8月に現在地へ移転、名称を仙台機関区に変更し、2000年4月1日現組織に改組された。なお、旧機関区の敷地は仙台市と都市再生機構によって土地区画整理事業が実施され、「あすと長町」として整備されている。

2017年現在、JR貨物の中で唯一車両配置のある総合鉄道部でもある。酒田地区常駐のDE10形（東新潟機関区所属）を除く、東北地区のJR貨物の機関車の大半が所属する基地である。

## 配置車両に表示される略号
- 「仙貨」 - 仙台を意味する「仙」と、貨物を意味する「貨」から構成される。
  - 「長」 - 長町機関区時代。長町を意味する「長」で構成される。
  - 「仙」は仙台車両センターが使用する。

## 歴史

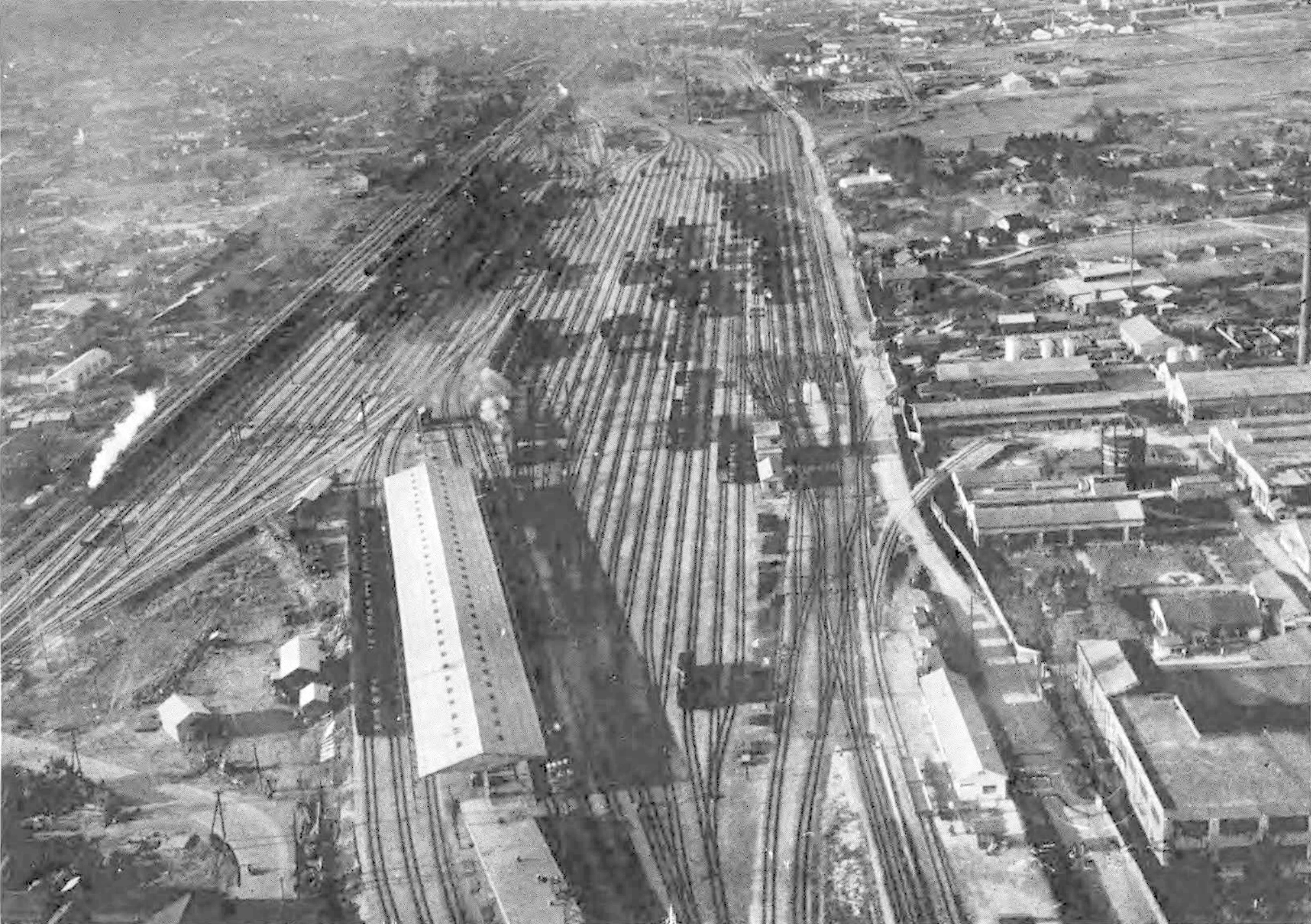
長町操車場（1954年）

- 1926年（大正15年）3月：仙台機関庫（後の仙台機関区（初代））から貨物及び仙台近郊のガソリンカー運用を分離した長町機関庫が発足。
  - 発足当時の車両は、2120形、9600形、キハ41000形。
- 1936年（昭和11年）9月1日：長町機関区に改称。当時の車両は、1000形、2120形、9600形、D50形、D51形、キハ41000形。なお、気動車は戦中・戦後の石油欠乏時に休車となりそのまま運用廃止。
- 1961年（昭和36年）10月：東北本線仙台電化により、福島第二機関区に配置されたED71形の乗務仕業の一部を移管。DD13形配置により、仙台駅・宮城野駅の入換作業をディーゼル機関車に変更。
- 1966年（昭和41年）3月：東北本線仙台以南の貨物列車牽引機を全面的に電気機関車に置き換えたため、白石駐在所を廃止。
- 1967年（昭和42年）8月：常磐線全線電化完了。ED75形を27両配置。
- 1968年（昭和43年）8月：蒸気機関車全廃。最後まで在籍した蒸気機関車はD51形。
  - 9月：仙台運転所の検修の一部と仙山線管理所を統合。仙台運転所所属のED75形が全機転入。
  - 10月：東北本線全線複線電化完成により運用範囲が黒磯・水戸 - 青森となる。
- 1978年（昭和53年）6月：宮城県沖地震発生により機関庫が大破するなど施設に甚大な被害。
- 1984年（昭和59年）2月：内郷機関区廃止により同区のED75形が転入。
- 1987年（昭和62年）4月1日：国鉄分割民営化により、日本貨物鉄道に継承。
- 1999年（平成11年）8月2日：長町機関区が廃止・移転され、仙台機関区（2代）発足[2]。
- 2000年（平成12年）4月1日：仙台総合鉄道部に改組[3]。

## 配置車両
配置車両・運用範囲は2025年3月現在。

### 電気機関車
EH500形
67両（1-44・51-64・74-81・901号機）が所属。
定期運用範囲は以下のとおり。
- 品鶴線・山手貨物線：新鶴見信号場 - 田端信号場間
- 東海道貨物線：鶴見 - 相模貨物、浜川崎 - 川崎貨物間
- 南武線（南武支線）：新鶴見信号場 - 尻手 - 浜川崎間
- 武蔵野線：鶴見 - 西浦和、武蔵浦和 - 南流山、西浦和 - 大宮操車場、別所信号場 - 武蔵浦和、南流山 - 馬橋、北小金間
- 常磐線：田端信号場 - 隅田川 - 泉間
- 東北本線：田端信号場 - 大宮操車場 - 仙台貨物ターミナル - （IGRいわて銀河鉄道・青い森鉄道経由） -  青森信号場間
- 奥羽本線：秋田貨物 - 青森信号場間

### ディーゼル機関車
DE10形
1500番台2両（1539・1591号機）が所属。
2024年3月のダイヤ改正で定期運用が消滅した。
2024年3月のダイヤ改正までは秋田貨物駅での入換作業を担当していた。また、本来は愛知機関区所属のDD200形の運用である仙台貨物ターミナルでの入換作業と東北本線・石巻線の貨物列車牽引の代走を行うこともあった。

過去の運用範囲
- 東北本線：郡山 - 郡山貨物ターミナル間および同ターミナルでの入換作業（2015年3月14日改正当時）。
- 東北本線：仙台貨物ターミナル - 小牛田間
- 石巻線：小牛田 - 石巻間
- 仙石線：石巻 - 陸前山下 - 石巻港間
- 奥羽本線：秋田貨物 - 土崎 - 秋田港間
- 仙台貨物ターミナル駅・秋田貨物駅での入換作業

## 仙台総合鉄道部宮城野派出
仙台総合鉄道部宮城野派出（せんだいそうごうてつどうぶ・みやぎのはしゅつ）は、宮城県仙台市宮城野区にある日本貨物鉄道（JR貨物）の検修区所である。

### 所在地
仙台市宮城野区宮城野3丁目2−1（仙台貨物ターミナル駅構内）